# Cros Popular de Sants
El Cros Popular de Sants Memorial Eugeni Giralt és una cursa popular celebrada al barri de Sants de Barcelona.
La cursa és de les més antigues i arrelades de la ciutat de Barcelona. S'inspira en el Gran Premi de Sants, una cursa organitzada per l'Ateneu Enciclopèdic Sempre Avant, que es va celebrar el 1934 i 1935. La tradició es va recuperar a la transició, l'any 1978. L'any 1996 va prendre la seva denominació actual com a memorial a Eugeni Giralt, un dels impulsors de la seva recuperació.
L'organització està formada per la majoria d'associacions del districte, on s'inclouen entitats tan diverses com els paradistes dels mercats, grups de cultura popular o les comissions de les festes de Sants. Quant als participants, el primer any hi va haver 160 corredors, nombre que han anat creixent amb el pas dels anys; de fet, el 1982 ja havia assolit els 2000 participants.
Té com a escenaris els barris de Sants-Badal, Sants i Hostafrancs. Amb els anys s'han incorporat curses infantils, el Petit Cros (fins a 6 anys), la Centpeus (menors de 14 anys) i la Cros Especial, adreçada a corredors amb discapacitat intel·lectual. Des de 2009 també va acompanyat del concurs FotoCros, on es premia la millor fotografia de la cursa.
El 2020, a proposta del districte de Sants-Montjuïc i la mestra i escriptora Júlia Costa, va rebre la Medalla d'Honor de Barcelona.